# Avi Love
Avi Love (Carson City, 13 giugno 1995) è un'ex attrice pornografica statunitense.

## Biografia
Avi Love è nata nel Nevada, a Carson City, da una famiglia di origini francesi, tedesche, creole, filippine e indiana ed è cresciuta a Las Vegas dove ha frequentato il liceo e lavorato come modella e receptionist.
Entra nell'industria pornografica nel 2016 a 21 anni scoperta dall'agente Nexxxt Level e ha girato la sua prima scena con Ryan Driller.
Ha girato oltre 370 scene con le maggiori case di produzioni quali Blacked, Zero Tolerance, New Sensations, Deeper, Naughty America, Brazzers e altre. Ha, inoltre, ottenuto 2 AVN e 1 XBIZ e XRCO Awards. Nel 2019 ha girato The Possession of Mrs. Hyde  per cui ha ottenuto un trofeo agli AVN, XBIZ e XRCO Awards.
A fine 2020 ha annunciato su Twitter il ritiro dalle scene.

## Riconoscimenti
- AVN Awards
  - 2019 – Best Boy/Girl Sex Scene per The Possession of Mrs. Hyde con Ramon Nomar[6]
  - 2021 – Best Group Sex Scene per Climax con Angela White, India Summer, Whitney Wright, Britney Amber, Jane Wilde, Seth Gamble, Codey Steele, Ryan Driller e Eric Masterson[7]
- XBIZ Awards
  - 2019 – Best Actress - Feature Movie per The Possession of Mrs. Hyde[8]
- XRCO Awards
  - 2019 – Best Actress per The Possession of Mrs. Hyde[9]